# Wisteria
Wisteria este un gen de plante cu flori din familia Fabaceae (leguminoase), care include zeci de specii de viță-de-vie lemnoase, native în Japonia, China, Coreea, Vietnam, nordul Iranului, sudul Canadei și estul Statelor Unite ale Americii. Ulterior ele au fost introduse și în unele țări europene. Unele specii sunt plante ornamentale populare.

## Etimologie
Botanistul Thomas Nuttall a spus că denumit genul Wisteria în memoria medicului și anatomului american Caspar Wistar (1761–1818). Ambii erau din Philadelphia, trăind în aceeași perioadă, Wistar fiind profesor la Școala de Medicină a University of Pennsylvania.
Când au fost introduse în Franța, Germania și alte țări din Europa Centrală și de Vest, acestea au fost numite după numele german al plantei, Glyzinien (franceză Fleur de Glycine, germană Glyzinienbaum, rusă Цветок глициний) 

## Taxonomie
Botanistul Thomas Nuttall a utilizat titlul de Wisteria în memoria doctorului Caspar Wistar (1761-1818). Întrebat mai târziu despre ortografia cuvântului („Wisteria” în loc de „Wistaria”), Nuttall a spus că este pentru a crea efectul de „eufonie”, dar, conform biografiei sale, se speculează că ar putea avea ceva de-a face cu prietenul lui Nuttall, Charles Jones Wister Sr. de Grumblethorpe, nepotul negustorului John Wister.
Unele surse din Philadelphia afirmă că planta este numită după Wister. Întrucât ortografia este aparent deliberată, nu există nicio justificare pentru schimbarea numelui de gen în conformitate cu Codul internațional al nomenclaturii botanice. Cu toate acestea, unii continuă să utilizeze în scris denumirea comună a plantei „wistaria”.
Analiza genetică arată că Callerya, Afgekia și Wisteria sunt rudele cele mai apropiate reciproc și destul de distincte de ceilalți membri ai tribului Millettieae, una din subdiviziunile familiei de plante Fabaceae. Toate speciile din genurile menționate au opt cromozomi.

### Specie
Mai jos este prezentată o listă de specii din Wisteria/Glicina:
- Wisteria brachybotrys Siebold & Zucc. - Wisteria mătăsoasă
- Wisteria floribunda (Willd.) DC. - Wisteria japoneză
- Wisteria frutescens (L.) Poir. - Wisteria americană
- Wisteria macrostachya (Torr. & Gri) Nutt. ex BL Robins. & Fern. - Wisteria din Kentucky
- Wisteria sinensis (Sims) DC. - Wisteria chinezească (glicină)
- Wisteria venusta Rehder & Wils. (sau W. ventusa Rehder & Wils.)

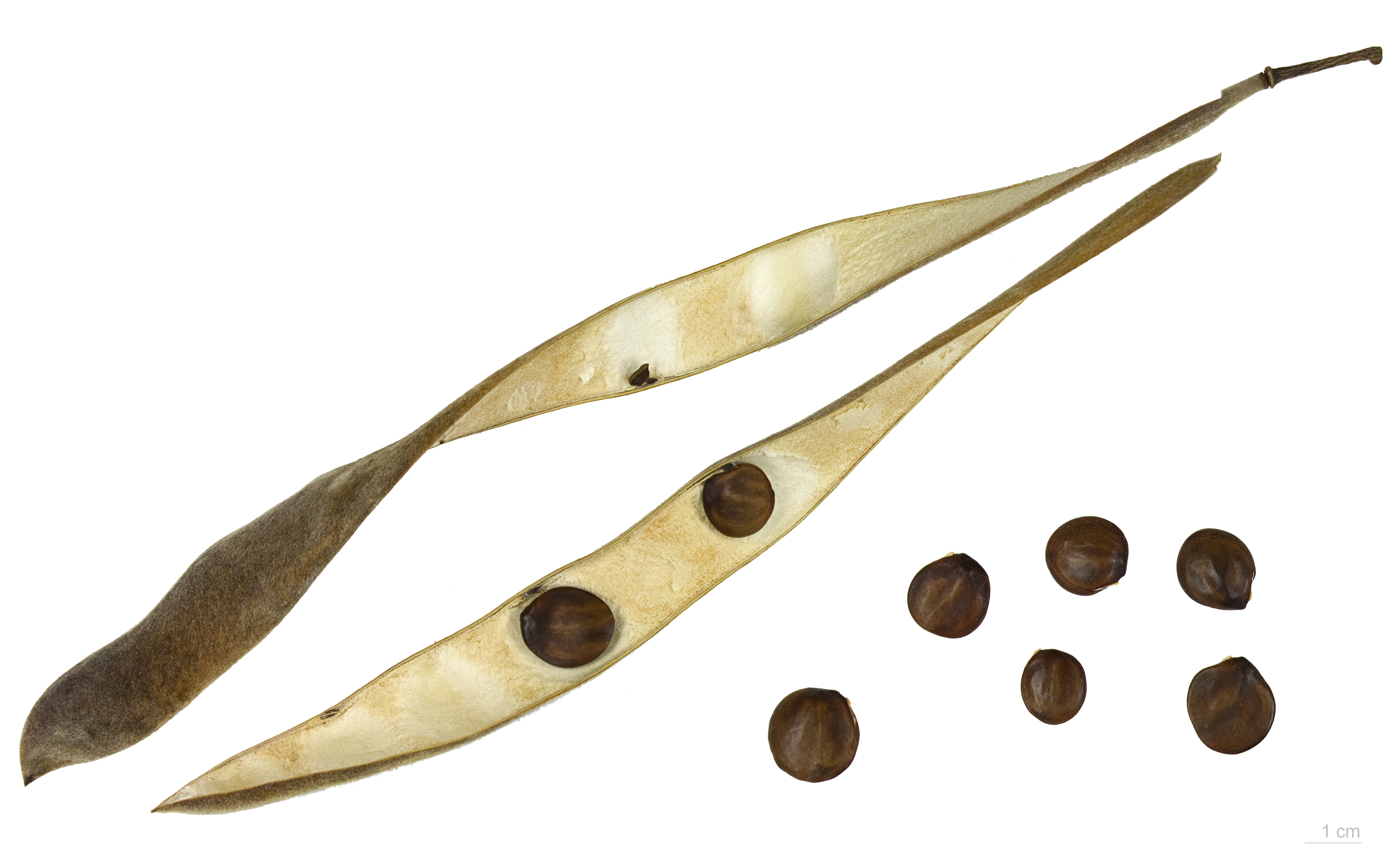
Semințe de Wisteria floribunda. Semințele tuturor speciilor din Wisteria conțin niveluri ridicate de toxină wisterină și sunt în special otrăvitoare.

Plantele din genul Wisteria urcă împletindu-și tulpinile în jurul oricărui suport disponibil. Fiind un arbust cățărător, necesită suport la urcare, de aceea este utilizat pentru decorarea zidurilor și arcadelor. Planta ajunge la maturitate la vârsta de 6 ani. Privită de sus, W. floribunda (wisteria japoneză) se învârte în sensul acelor de ceasornic, în timp ce W. sinensis se învârte în sensul invers acelor de ceasornic. Aceasta este metoda cea mai ușoară pentru identificarea celor mai comune două specii de Wisteria. Wisteria pot urca până la 20 metri (66 ft) deasupra solului și se pot extinde până la 10 metri (33 ft) lateral. Cea mai mare Wisteria cunoscută din lume se află în Sierra Madre, California, cu o suprafață acoperită de 4,047 m² și o greutate de 250 tone. Plantat în 1894, aparține soiului de „lavandă chineză”.
Frunzele de Wisteria au circa 15-35 cm în lungime cu 9-19 foliole. Florile sunt asemănătoare celor de salcâm, fiind grupate în racemuri de 10-80 cm lungime. Frunzele sunt lipsite de galben. Culorile lor pot fi violet, roz, alb, purpuriu sau mov. Înflorirea are loc primăvara (chiar înainte sau pe măsură ce frunzele se deschid) la unele specii asiatice, iar în condițiile de vară ploioasă plantele pot înflori și a doua oară. La speciile americane și W. japonica înflorirea se petrece de la mijlocul până la sfârșitul verii. Înflorirea poate dura până la 8 săptămâni. Florile unor specii sunt parfumate, în special W. sinensis. Speciile Wisteria sunt utilizate în alimentație de către larvele unor specii de Lepidoptera, inclusiv Euproctis chrysorrhoea.
La fel ca în cazul genului Laburnum, semințele sunt produse în păstăi și sunt otrăvitoare. Toate părțile plantei conțin o saponină numită în engleză wisterin, care este toxică dacă este ingerată și poate provoca amețeli, probleme de vorbire, greață, vărsături și diaree. Nu se știe exact dacă concentrația din afara semințelor este suficientă pentru a provoca intoxicații. Însă au fost înregistrate situații în care semințele de Wisteria au provocat intoxicații la copii și animale de companie din multe țări, producând gastroenterită ușoară până la severă și alte efecte. Cele mai multe cazuri înregistrate sunt legate de decesele animalelor mici și ale copiilor de-a lungul anilor.

## Cultivare
Wisteria, în special Wisteria sinensis, este foarte rezistentă și se dezvoltă rapid. Poate crește în soluri de calitate destul de slabă, dar preferă sol fertil, umed, bine drenat. Preferă luminozitatea ridicată. Poate fi înmulțită prin tăiere, butași sau semințe. Cu toate acestea, exemplarele cultivate din sămânță pot dura decenii până să înflorească; din acest motiv, grădinarii cultivă, de obicei, plante din butași înrădăcinați sau altoiți pentru a înflori bine. Plantarea se poate face primăvara sau toamna în gropi cu adâncime corespunzătoare în funcție de rădăcina plantei și de trei ori mai late decât aceasta.
Un motiv al cultivării nereușite poate fi îngrășământul excesiv (în special azot). Wisteria are capacitatea de fixare a azotului și astfel plantele mature pot beneficia de la îngrășăminte de potasiu și fosfat, dar nu și de azot. În cele din urmă, Wisteria poate ezita să înflorească înainte de a ajunge la maturitate. Maturizarea poate fi atinsă în doar câțiva ani, ca în cazul Wisteria macrostachya, sau în aproape două decenii, ca în cazul glicinei. Pământul fertil trebuie să fie și bine drenat. Maturizarea poate fi forțată prin proceduri fizice asupra trunchiului principal, tunderea rădăcinilor sau secetă indusă. Creșterea poate fi dirijată astfel încât să se obțină forma și dimesiunea dorită.
Wisteria poate crește într-o movilă atunci când nu are suport, dar se simte cel mai bine atunci când este lăsată să se cațere pe un copac, o pergolă, un perete sau o altă structură de sprijin. Suportul trebuie să fie foarte robust, deoarece planta matură poate deveni puternică cu trunchi și tulpină groase. Aceasta poate prăbuși zăbrele, zdrobi stâlpi subțiri de lemn și chiar distruge copaci mari. Wisteria care crește pe case în mod necontrolat poate provoca pagube la jgheaburi, burlane și structuri similare. Wisteria mai este cunoscută ca „salcâmul urcător”, însă nu este la fel de țepos, asemănându-se mai mult cu vița-de-vie.
Florile se dezvoltă în muguri în apropierea bazei de creștere din anul precedent, astfel încât tăierea lăstarilor prin lăsarea a câțiva muguri la bază la începutul primăverii poate spori vizibilitatea florilor. Dacă se dorește controlarea dimensiunii plantei, lăstarii laterali pot fi scurtați vara și toamna.
Florile unor soiuri sunt comestibile, ba chiar pot fi folosite pentru a face vin. Se spune că altele sunt toxice. Identificarea detaliată este recomandată înainte de a consuma aceasta sau orice plantă sălbatică. Glicina a fost adusă în Statele Unite în scopuri horticole în 1816, în timp ce wisteria japoneză a fost introdusă în aceeași țară în jurul anului 1830. Datorită rezistenței sale și a tendinței de a se răspândi sufocând alte plante, aceste specii ne-native sunt considerate specii invazive în multe părți ale SUA, în special în sud-est.
Elemente de Wisteria sunt prezente în decorul florilor de pânză pliate care împodobeau în mod tradițional tsumami kanzashi. Un „hana kanzashi” este un mănunchi de flori și poate să includă  panglici lungi de petale tsumami, concepute pentru a semăna cu petalele de Wisteria. Aceste decoruri erau purtate de maiko și gheișe. 

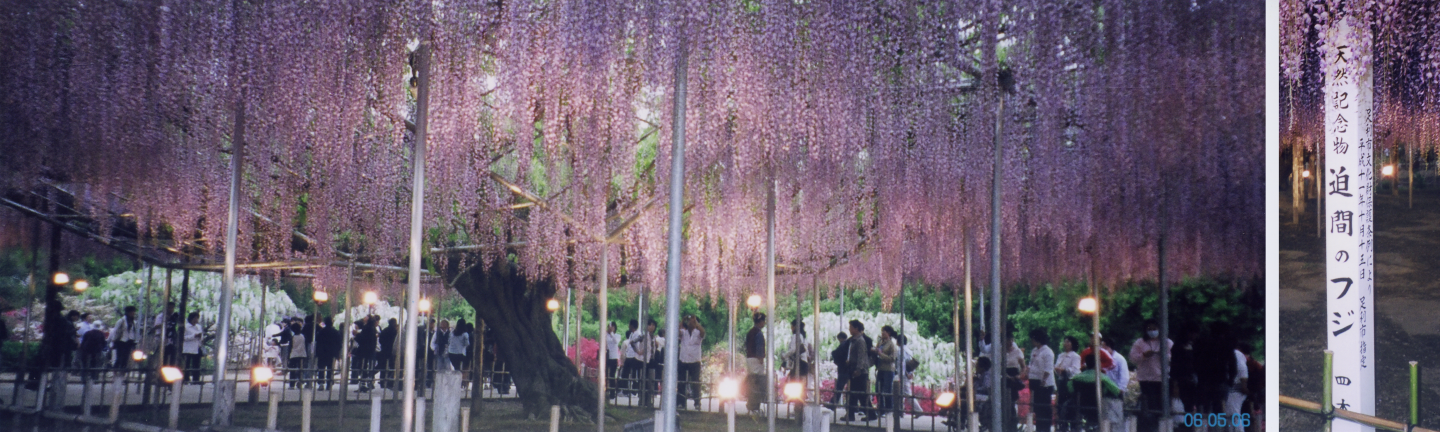
O Wisteria mare (藤, fuji) înflorind în parcul de flori Ashikaga din Ashikaga, Tochigi, Japonia. Cea mai mare plantă de Wisteria din Japonia este datată în sec. 1870 și în mai 2008 acoperea aproximativ 1.990 metri pătrați.